# Peinture d'âmes
Peinture d'âmes (titre original : The Painted Soul) est un film muet américain réalisé par Scott Sidney, sorti en 1915.

## Fiche technique
- Titre original : The Painted Soul
- Titre français : Peinture d'âmes
- Réalisation : Scott Sidney
- Scénario : Russell E. Smith et C. Gardner Sullivan
- Pays d'origine :  États-Unis
- Langue : Anglais
- Format : Noir et blanc — Muet
- Dates de sortie : 
  -  États-Unis : 23 décembre 1915

## Distribution
- Bessie Barriscale
- Tully Marshall
- Charles Ray